# Mon Jambee
Mon Jambee is een bestuurslaag in het regentschap Bireuen van de provincie Atjeh, Indonesië. Mon Jambee telt 813 inwoners (volkstelling 2010).